# Алесандро Гонзага
Вижте пояснителната страница за други личности с името Алесандро Гонзага.
Алесандро Гонзага (на италиански: Alessandro Gonzaga; * 1415, Мантуа, Херцогство Мантуа; † 16 януари 1466, пак там) от род Гонзага е маркграф на Кастел Гофредо, Медоле, Кастильоне и Солферино (1444 – 1466) и господар на Остиано (1444 – 1466).

## Произход
Той е третият син на Джанфранческо I Гонзага (* 1395, † 1444), първи маркграф на Мантуа, и на съпругата му Паола Малатеста (* 1384/1393, † 1449). По бащина линия е внук на Франческо I Гонзага и Маргерита Малатеста, а по майчина – на кондотиера Малатеста IV Малатеста, сеньор на Пезаро, и Елизабета да Варано. Има трима братя и две сестри:
- Лудовико III (* 1412, † 1478), кондотиер, венециански патриций, втори маркграф на Мантуа, съпруг на Барбара фон Бранденбург
- Карло (* 1413/1423, † 1456), кондотиер, венециански патриций, господар на Лудзара, Сабионета, Боцоло, Сан Мартино дал'Арджине, Гацуоло, Виадана, Судзара, Гондзага, Реджоло, Изола Доварезе и Ривароло и съпруг на Лучия д'Есте и на Рингарда Манфреди
- Маргерита (* 1418; † 1439), венецианска патриция, маркиза на Ферара като съпруга на Леонело д’Есте
- Джанлучидо (* 1421; † 1448), венециански патриций, студент по право в Павия и апостолически протонотарий
- Чечилия (* 1426; † 1451), венецианска патриция, монахиня в манастира „Санта Киара“ в Мантуа

## Биография
Той получава образованието си в къщата „Ка Дзойоза“ в Мантуа, построена от баща му, от прочутия Виторино да Фелтре. Алесандро става негов любим ученик и Виторино го прави начетен човек, обичащ старогръцки и латински. Посветен е в рицарство по време на посещението на император Сигизмунд Люксембургски в Мантуа през септември 1433 г., когато той предава отличителните знаци на маркиз на баща му Джанфранческо I Гонзага, който може да се похвали с титлата на 1-ви маркиз на Мантуа.
Алесандро е много религиозен и милосърден към ближните си. След смъртта на баща си през 1444 г. на Алесандро се падат земите на Кастел Гофредо заедно с Медоле, Кастильоне, Остиано, Кането, Редондеско, Гуидицоло, Солферино, Волонго, Казалромано и Рока ди Мариана, за които земи той получава инвеститурата от Фридрих III на 21 март 1451 г. Под негово господство Кастел Гофредо става имперски феод автономен и различен от този на Мантуа, но той никога не пребивава там, оставяйки управлението на града на викарий. Под негово господство започва пълното възстановяване на замъка в Кането, завършено през 1474 г., осем години след смъртта му, от брат му Лудовико III, маркиз на Мантуа.
На 5 март 1445 г. се жени за Аниезе да Монтефелтро, дъщеря на Гуидантонио да Монтефелтро, граф на Урбино, и на Катерина Колона, от която няма деца.
След като овдовява през 1522 г., той отива на поклонение в Светите земи и през 1457 г., следвайки своето религиозно призвание, влиза в Ордена на Свети Амвросий в Немус в Милано, преди да се премести в манастира на Свети Никола в Мантуа.
Поради лошото си здраве умира внезапно без наследници през януари 1466 г. на 38 г. в манастира „Свети Никола“. Неговите владения, с изключение на имперския феод Кастел Гофредо, преминават у брат му Лудовико III Турчина, маркиз на Мантуа, към когото Алесандро винаги е имал особено предпочитание.

## Брак и потомство
∞ 1446 за Аниезе да Монтефелтро (* 1425; † 1522), вдовица на Гуидантонио Манфреди, господар на Имола и Фаенца, и дъщеря на Гуидантонио да Монтефелтро, граф на Урбино, и  навтората му съпруга Катерина Колона, племенница на папа Мартин V, от която няма деца.